# Campeonato Africano de Ginástica Rítmica de 2025
O Campeonato Africano de Ginástica Rítmica de 2025, também conhecido como XIX Campeonato Africano, foi realizado de 2 a 3 de maio de 2025 no Cairo, Egito.

## Medalhistas

### Sênior
| Evento             | Ouro                                               | Prata                                              | Bronze                               |
| ------------------ | -------------------------------------------------- | -------------------------------------------------- | ------------------------------------ |
| Equipes            |                                                    |                                                    |                                      |
| Equipes            | Egito · Aliaa Saleh · Ledia Behairy · Farida Mansy | África do Sul · Stephanie Dimitrova · Chade Jansen | Angola · Luana Gomes · Aysha Morgado |
| Finais Individuais |                                                    |                                                    |                                      |
| Geral              | Luana Gomes (ANG)                                  | Alia Ahmed (EGY)                                   | Stephanie Dimitrova (RSA)            |
| Arco               | Alia Ahmed (EGY)                                   | Stephanie Dimitrova (RSA)                          | Farida Mansy (EGY)                   |
| Bola               | Alia Ahmed (EGY)                                   | Luana Gomes (ANG)                                  | Stephanie Dimitrova (RSA)            |
| Maças              | Alia Ahmed (EGY)                                   | Luana Gomes (ANG)                                  | Stephanie Dimitrova (RSA)            |
| Fita               | Alia Ahmed (EGY)                                   | Luana Gomes (ANG)                                  | Ledia Behairy (EGY)                  |

## Quadro de medalhas
*   país anfitrião (Egito)
| Pos.               | País               | Ouro | Prata | Bronze | Total |
| ------------------ | ------------------ | ---- | ----- | ------ | ----- |
| 1                  | Egito              | 5    | 1     | 2      | 8     |
| 2                  | Angola             | 1    | 3     | 1      | 5     |
| 3                  | África do Sul      | 0    | 2     | 3      | 5     |
| Total (3 entradas) | Total (3 entradas) | 6    | 6     | 6      | 18    |